# 基索羅區
基索羅區是非洲中部國家烏干達的111個區之一，由西部區負責管轄，首府是基索羅，總面積729.7平方公里，距離卡巴萊約42公里，主要的經濟產業有自給農業和畜牧業，2010年人口估計為274,800。

## 外部連結
- "Kisoro - Home of the Mountain Gorillas" （页面存档备份，存于）

01°17′S 29°41′E / 1.283°S 29.683°E